# Křížova vila

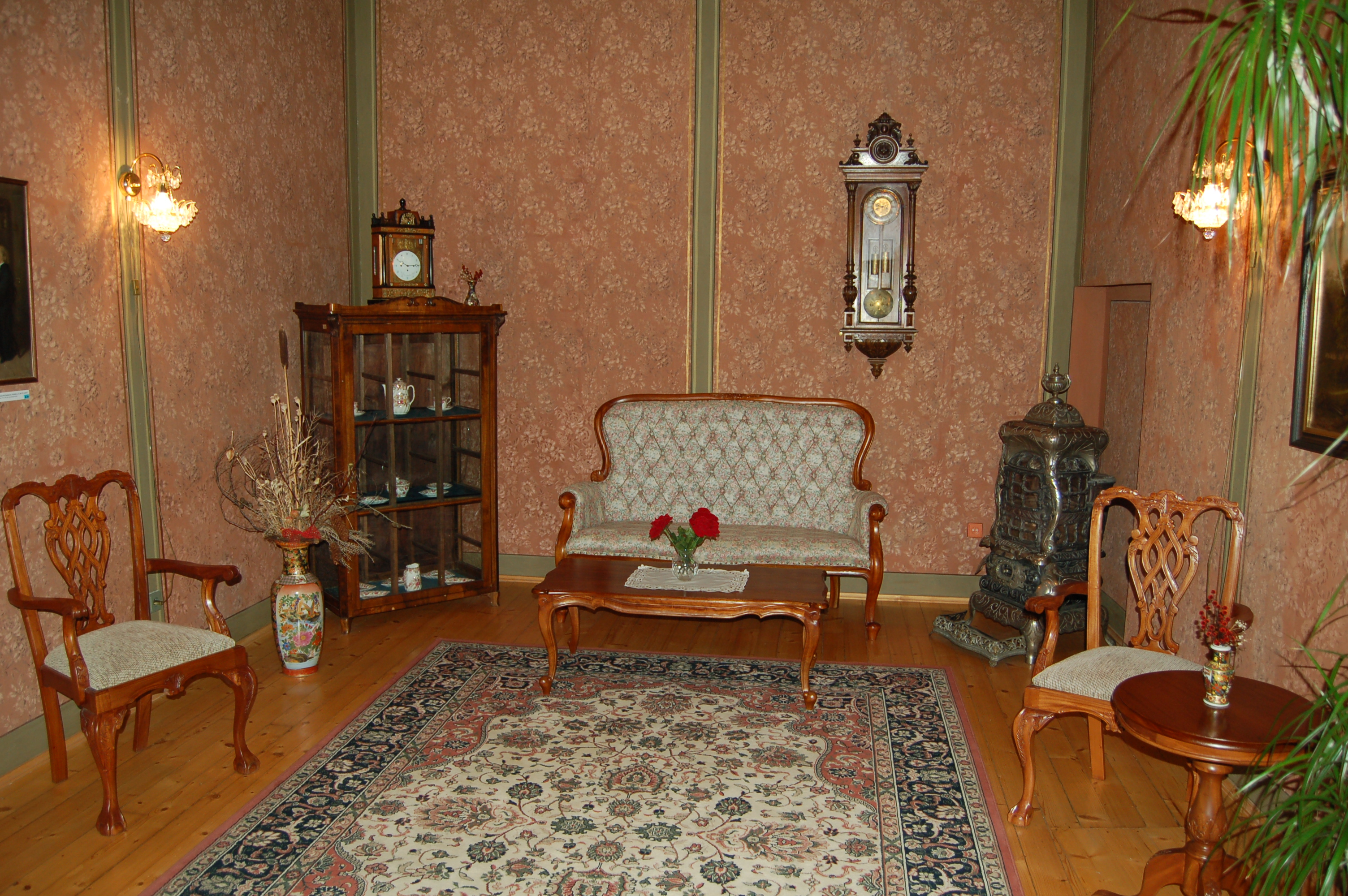
Interiéry v Křížově vile

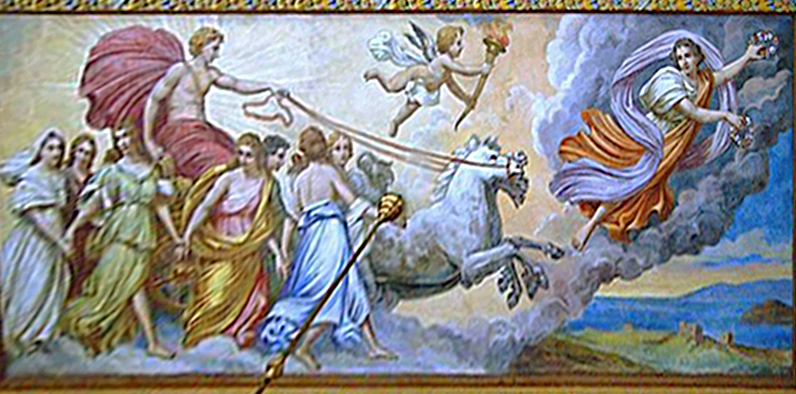
Výmalba ve velkém sále

Křížova vila též Vila Dr. Kříže je novorenesanční stavba v Žatci. Sídlí zde pobočka Regionálního muzea K. A. Polánka v Žatci. Ve vile, která je celoročně přístupná pro prohlídky veřejnosti, se dochovaly původní interiéry.

## Historie
Ve městě se pro objekt vžil název podle jejího posledního soukromého majitele, okresního soudního rady JUDr. Wiléma Kříže.
Historická vila stojí ve staré žatecké čtvrti s názvem Skotník. První písemná zmínka o existenci domu v těchto místech pochází z roku 1769. Jeho majitelem byl tehdy Josef Osswald a jeho švagr. Do roku 1863, kdy objekt koupil Josef Anderle, se zde vystřídala řada majitelů. Známý historik města Žatce Dr. Adolf Seifert napsal, že zmíněný Josef Anderle přestavěl „starou chatrnou chalupu“ na „krásný pohodlný obytný dům.“ Roku 1895 zdědila majetek Anderlova dcera Františka s manželem Ambrožem Wolframem. Vilu výrazně přestavěl a nechal náročně vyzdobit štuky, intarzií a nástěnnými malbami.
Wilém Kříž zakoupil vilu roku 1926 a byl jejím majitelem až do konce druhé světové války.
Po druhé světové válce připadl objekt městu Žatec. Vila byla od poloviny 50. let  částečně využívána k bydlení. Dvě místnosti v patře sloužily jako depozitáře muzea. Roku 1995 byla opravena střecha a vyměněny klempířské prvky. V letech 2000 – 2001 se pak vila dočkala kompletní rekonstrukce. Dnes vlastní opravený objekt město Žatec, jeho provozovatelem je Regionální muzeum K. A. Polánka v Žatci. Můžete si vybrat mezi prohlídkou samotné budovy, návštěvou příležitostné výstavy, vernisáže, koncertu či přednášky v historických prostorách. Nebo se vydat na některou z tradičních akcí pořádaných v objektu i v krásné přilehlé zahradě. Ve velkém sále probíhají také svatební obřady.

## O majitelích
Ambrož Wolfram, pocházející z Radíčevsi, se stal roku 1871 prvním městským lékařem. Byl také předsedou německého Spolku pro zkrášlení města a nadšeným ovocnářem. Motivy ovoce jsou patrné i ve výzdobě objektu (stěny, stropy). Wolfram navíc začal pořádat ve své rozsáhlé zahradě velké ovocnářské výstavy.
Wilém Kříž, rodák z Plzně, vystudoval práva a v červnu roku 1911 byl přeložen k okresnímu soudu do Žatce. Zde se stal zemským radou a později přednostou soudu. Zemřel v roce 1947 v žatecké nemocnici.

## Architektura
Neorenesanční výzdobu fasády z čelní strany tvoří kuželková balustráda s atikou, doplněná keramickým obkladem a štuky. Fasádu hlavního sálu v prvním patře v dvorní části zdobí sedm pilastrů, opatřených bohatými hlavicemi. Pod hlavní římsou je po celém obvodu severní a jižní strany ozdobný zubořez. Ve dvoře stávala dnes již zbořená letní kuchyně, rovněž zahrada je dnes menší.
Interiér vily je bohatě zdoben štukovými a papírmašovými prvky. Ve třech sálech se dochovaly působivé nástropní malby od ústeckého malíře Josefa Reinera z roku 1898 s mytologickými a přírodními náměty. Freska ve velkém sále je variací na slavnou římskou nástropní malbu Guida Reniho Aurora z tzv. Casina paláce Rospigliosi Pallavicini. Zachovala se také zdobená kachlová kamna a původní lustr.